# Kramppi (île)
Kramppi est une île de l'archipel finlandais à Naantali en Finlande.

## Géographie
L'île est située à environ 24 kilomètres au sud-ouest de Turku.
La superficie de l'île est de 2,2 kilomètres carrés et sa plus grande longueur est de 2,9 kilomètres dans la direction sud-ouest-nord-est.
L'île s'élève à environ 60 mètres d'altitude,.
À proximité  de Kramppi, sur son côté ouest, se trouve l'île d'Aaslaluoto et au nord se trouve l'île d'Airismaa.
Kramppi appartient à la zone paysagère de valeur nationale d'Airisto–Seili (fi).
Kramppi est presque en totalité une zone natura 2000.
Avec l'île voisine d'Aasla, elle forme la zone naturelle Aasla-Kramppi (FI0200038) de 338 hectares.

## Transports
À l'ouest de Kramppi se trouve l'île d'Aaslaluoto, à moins de 100 mètres par le détroit de Krampinrauma.
À Krampinrauma, il y a aussi la jetée d'Hanka du côté d'Aasla, à partir de laquelle le traversier M/S Östern relie Seili et le centre de Nauvo.
Depuis Aaslaluoto, La route de liaison 1890 mène au continent.
Du côté ouest, entre Aaslaluoto et Kramppi, il y a quelques petites îles, dont les noms sont Vapakari, Huhtluoto, Korkkisluoto, Lahdisluoto et Makoluoto.
Au nord de Kramppi se trouve la grande île d'Airismaa, dont le point la plus proche est à environ 850 mètres.
À l'ouest de Kramppi se trouve l'étendue marine Airisto, et les petites îles les plus proches sont à plus de deux kilomètres.
Le côté sud de l'île est également assez ouvert et les îles les plus proches sont deux petites îles appelées Orisgrunden, à environ 900 mètres de Kramppi.
Il n'y a pas d'îles directement reliées à Kramppi, mais le littoral de l'île a quelques rochers au-dessus de l'eau sur sa rive nord et quelques petits îlots sur sa rive sud.
La voie maritime de Naantali s'étend entre Kramppi et Orisgrunden, avec un tirant d'eau de 15,3 mètres.
Elle est empruntée par tous les plus gros navires en direction de Turku et de Naantali.
La voie maritime ne passe qu'à quelques centaines de mètres de Kramppi.
Il y a un chenal de 2,4 mètres de profondeur sur les côtés ouest et nord de Kramppi, et il y a un mouillage sur la rive nord dans la baie de Kytiönperä.

### Articlesconnexes
- Liste d'îles de Finlande